# Serica sandiegensis
Serica sandiegensis är en skalbaggsart som beskrevs av Saylor 1939. Serica sandiegensis ingår i släktet Serica och familjen Melolonthidae. Inga underarter finns listade i Catalogue of Life.